# Terrània
Terrània és la fira ceràmica que des de 2003 es realitza cada any a Montblanc. Tot i crear-se a partir de la iniciativa dels ceramistes locals, està oberta a ceramistes d'arreu del món i cada any hi ha representacions d'altres països.
A més d'un mercat de ceràmica on es troben els mateixos artistes, el programa inclou activitats lúdiques, en especial pels infants, i demostracions (torn, modelat, raku, etc.).

## Història

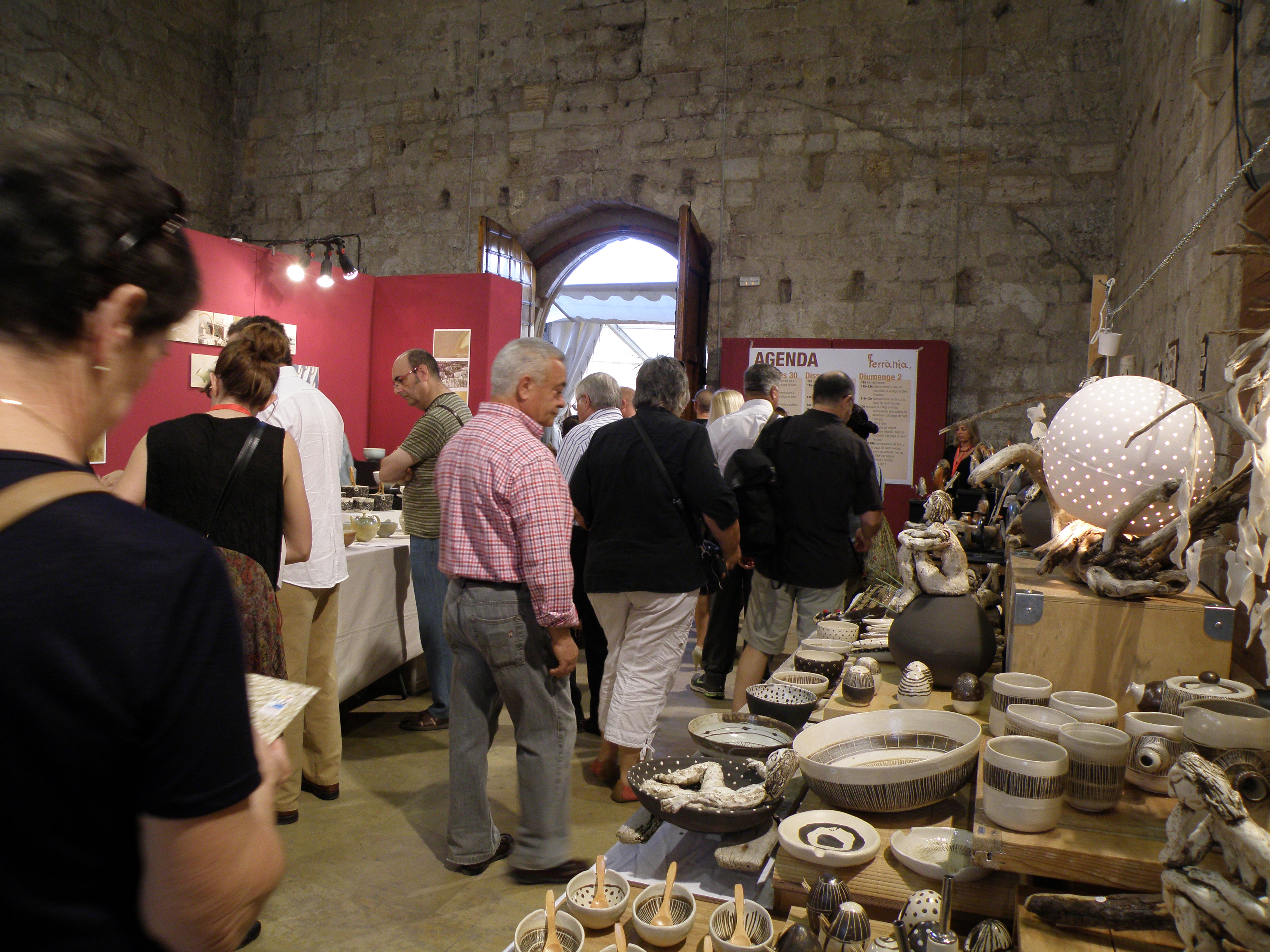
Vista del mercat d'artesans a l'antiga església de Sant Francesc.

L'any 2000 ja s'havia establert un grup important d'artesans del fang a Montblanc. Gràcies a la seva iniciativa i amb l'objectiu de fer la seva obra més propera al públic tres anys més tard s'esdevenia la primera fira Terrània.
Terrània ha anat augmentat la seva popularitat de forma progressiva. Ja en 2005 (la tercera edició) comptava amb la retransmissió en directe dels seus actes a través de ràdio i televisió.
Tot seguit es mostra una taula amb xifres de la participació d'artesans segons la pàgina web oficial:
| Edició              | Dies de celebració              | Lloc d'origen i nombre d'artistes                                                                     |
| ------------------- | ------------------------------- | --- |
| VIIa edició (2009)  | 25, 26 i 27 de setembre         | Catalunya 18, resta d'espanya 6, França 6, Alemanya 3, Regne Unit 2                                   |
| VIIIa edició (2010) | 24, 25 i 26 de setembre         | Catalunya 21, resta d'espanya 1, França 6, Alemanya 2, Regne Unit 2, Marroc 1, Portugal 1, Lituània 1 |
| IXa edició (2011)   | 30 de setembre, 1 i 2 d'octubre | Catalunya 17, resta d'espanya 8, França 5, la Txèquia 1, el Regne Unit 2, Itàlia 1                    |